# Wear My Ring Around Your Neck
«Wear My Ring Around Your Neck» (рус. Надень на шею моё кольцо) —  песня Элвиса Пресли.
В США в журнале «Билборд» в 1958 году песня «My Baby Left Me» в исполнении Элвиса Пресли достигла 2 места в чарте синглов в жанре поп-музыки (главный хит-парад этого журнала, тогда назывался Top 100, теперь Hot 100), 1 места в чарте синглов в жанре ритм-н-блюза (теперь Hot R&B/Hip-Hop Songs) и 3 места в чарте синглов в жанре кантри (теперь Hot Country Songs).

## Чарты
| Чарт (1958)                         | Наив. поз. |
| ----------------------------------- | ---------- |
| США (Billboard Hot 100)             | 2          |
| США (Billboard Hot Country Singles) | 3          |
| США (Billboard Hot R&B Singles)     | 1          |

### Чарты
| Чарт (1992)                       | Наив. поз. |
| --------------------------------- | ---------- |
| Канада (RPM Country Tracks)       | 29         |
| США (Billboard Hot Country Songs) | 26         |